# Бологовский муниципальный округ
Болого́вский муниципальный округ —  административно-территориальная единица (муниципальный округ) в Тверской области России.
Административный центр — город Бологое.

## География
Площадь — 2399 км². Поверхность преимущественно холмистая, покрытая хвойными и смешанными лесами. Наивысшая точка 222 метра над уровнем моря. Климат умеренно континентальный. На территории района имеется 216 озёр, 40 % занимают леса, 7 % — болота. В лесах района встречается около 200 видов млекопитающих (бурый медведь, лось, кабан, волк, лисица, заяц, рысь, куница и другие), около 240 видов птиц (глухарь, тетерев, рябчик, сова, кукушка и другие), в озёрах — разнообразные виды рыб.
Основные реки — Мста, Березайка.
Крупнейшие озёра — Кафтино (32,4 км²), Пирос (30,9 км²).

## История
7 июня 1918 года по постановлению Новгородского губисполкома был образован Бологовский уезд. Уезд создаётся за счёт выделения ему некоторых волостей Валдайского уезда Новгородской губернии. В 1919 году Бологовский уезд упразднён. В 1927 году образован Боровичский округ Ленинградской области. В составе округа создаётся Бологовский район. 30 июля 1930 года Боровичский округ упраздняется и район входит непосредственно в Ленинградскую область. В соответствии с постановлением Президиума ВЦИК от 1 января 1932 года в состав района был передан ряд сельсоветов упразднённого Угловского района. 29 января 1935 года Бологовский район включён в состав Калининской области.
Законом Тверской области от 26 мая 2023 года муниципальный район и входящие в его состав городские и сельские поселения были преобразованы в Бологовский муниципальный округ, как административно-территориальная единица район был преобразован в округ, город Бологое наделён статусом города окружного значения.

## Население
| 1939    | 1959    | 1970    | 1979    | 2002    | 2006    | 2009    | 2010    | 2011    |
| ------- | ------- | ------- | ------- | ------- | ------- | ------- | ------- | ------- |
| 71 151  | ↘36 067 | ↘33 555 | ↗33 752 | ↘18 757 | ↗38 815 | ↗39 553 | ↘38 557 | ↘38 337 |
| 2012    | 2013    | 2014    | 2015    | 2016    | 2017    | 2018    | 2019    | 2020    |
| ↘37 529 | ↘37 004 | ↘36 257 | ↘35 482 | ↘34 977 | ↘34 723 | ↘34 228 | ↘33 570 | ↘33 145 |
| 2021    |         |         |         |         |         |         |         |         |
| ↘31 533 |         |         |         |         |         |         |         |         |

### Урбанизация
Городское население (город Бологое и пгт Куженкино) составляет  70,25 % от всего населения района.
По итогам переписи населения 2020 года проживали следующие национальности (национальности менее 0,1 % и другое, см. в сноске к строке «Другие»):
| Национальность | Численность, чел. | Доля     |
| -------------- | ----------------- | -------- |
| Русские        | 28 961            | 91,84 %  |
| Украинцы       | 171               | 0,54 %   |
| Цыгане         | 141               | 0,45 %   |
| Белорусы       | 80                | 0,25 %   |
| Татары         | 50                | 0,16 %   |
| Таджики        | 35                | 0,11 %   |
| Другие         | 2095              | 6,65 %   |
| Итого          | 31 533            | 100,00 % |

## Административно-муниципальное устройство
До 2023 года в Бологовский муниципальный район входили 11 муниципальных образований, в том числе 2 городских и 9 сельских поселений:
| №        | Муниципальное образование        | Административный центр | Количество населённых пунктов | Население (чел.) | Площадь (км²) |
| -------- | -------------------------------- | ---------------------- | ----------------------------- | ---------------- | ------------- |
| 1e-06    | Городские поселения:             |                        |                               |                  |               |
| 1        | город Бологое                    | город Бологое          | 11                            | ↘20 310          | 122,69        |
| 2        | Куженкинское городское поселение | пгт Куженкино          | 1                             | ↘1918            | 4,83          |
| 2.000002 | Сельские поселения:              |                        |                               |                  |               |
| 3        | Березайское сельское поселение   | посёлок Березайка      | 12                            | ↘2591            | 388,22        |
| 4        | Березорядское сельское поселение | село Берёзовский Рядок | 21                            | ↘373             | 294,11        |
| 5        | Валдайское сельское поселение    | посёлок Лыкошино       | 28                            | ↘1425            | 155,00        |
| 6        | Выползовское сельское поселение  | посёлок Выползово      | 16                            | ↗2041            | 140,46        |
| 7        | Гузятинское сельское поселение   | посёлок Гузятино       | 4                             | ↘254             | 145,08        |
| 8        | Кафтинское сельское поселение    | деревня Тимково        | 27                            | ↗774             | 276,27        |
| 9        | Кемецкое сельское поселение      | село Кемцы             | 17                            | ↘397             | 259,74        |
| 10       | Куженкинское сельское поселение  | село Куженкино         | 9                             | ↘1261            | 203,16        |
| 11       | Рютинское сельское поселение     | деревня Заборки        | 15                            | ↗189             | 180,58        |

## Населённые пункты
В Бологовском районе 161 населённый пункт.
| №   | Населённый пункт      | Тип                     | Население | Муниципальное образование        |
| --- | --------------------- | ----------------------- | --------- | -------------------------------- |
| 1   | Алатовщина            | деревня                 | 1         | Березорядское сельское поселение |
| 2   | Алёшинка              | железнодорожная станция | 59        | Валдайское сельское поселение    |
| 3   | Анисимово             | деревня                 | 106       | Березайское сельское поселение   |
| 4   | Апаничено             | деревня                 | 0         | Березорядское сельское поселение |
| 5   | Бабошино              | деревня                 | 6         | город Бологое                    |
| 6   | Базарово              | деревня                 | 1         | Выползовское сельское поселение  |
| 7   | Балакирево            | деревня                 | 18        | Березайское сельское поселение   |
| 8   | Беленец               | деревня                 | 18        | Кемецкое сельское поселение      |
| 9   | Бели                  | деревня                 | 0         | Березорядское сельское поселение |
| 10  | Березайка             | посёлок                 | ↘2207     | Березайское сельское поселение   |
| 11  | Берёзовский Рядок     | село                    | 301       | Березорядское сельское поселение |
| 12  | Бехово                | деревня                 | 8         | Березорядское сельское поселение |
| 13  | Бологое               | город                   | ↘20 234   | город Бологое                    |
| 14  | Большая Горнешница    | деревня                 | 1         | Березайское сельское поселение   |
| 15  | Большое Клещино       | деревня                 | 1         | Рютинское сельское поселение     |
| 16  | Большое Лошаково      | деревня                 | 19        | Березорядское сельское поселение |
| 17  | Бор                   | деревня                 | 1         | Кафтинское сельское поселение    |
| 18  | Борок                 | деревня                 | 1         | Березорядское сельское поселение |
| 19  | Бочановка             | деревня                 | 24        | город Бологое                    |
| 20  | Будущее               | деревня                 | 48        | Кафтинское сельское поселение    |
| 21  | Булдаково             | деревня                 | 1         | Валдайское сельское поселение    |
| 22  | Бухалово              | деревня                 | ↘0        | Кемецкое сельское поселение      |
| 23  | Бушевец               | деревня                 | 26        | город Бологое                    |
| 24  | Васильево             | деревня                 | 12        | Кафтинское сельское поселение    |
| 25  | Великуши              | деревня                 | 26        | Валдайское сельское поселение    |
| 26  | Велье                 | деревня                 | 8         | Рютинское сельское поселение     |
| 27  | Волково               | деревня                 | 17        | Березайское сельское поселение   |
| 28  | Вольное Раменье       | деревня                 | 8         | Березорядское сельское поселение |
| 29  | Выползово             | посёлок                 | ↘1659     | Выползовское сельское поселение  |
| 30  | Ганево                | деревня                 | 1         | Кафтинское сельское поселение    |
| 31  | Гарусово              | деревня                 | 16        | Валдайское сельское поселение    |
| 32  | Глубокое              | деревня                 | 0         | Кафтинское сельское поселение    |
| 33  | Гоголево              | деревня                 | 18        | Кафтинское сельское поселение    |
| 34  | Головково             | деревня                 | 0         | Выползовское сельское поселение  |
| 35  | Горка                 | деревня                 | 1         | Кафтинское сельское поселение    |
| 36  | Горка                 | деревня                 | 1         | Рютинское сельское поселение     |
| 37  | Городок               | деревня                 | 8         | Березорядское сельское поселение |
| 38  | Городок               | деревня                 | 5         | Гузятинское сельское поселение   |
| 39  | Грязны                | деревня                 | 1         | Гузятинское сельское поселение   |
| 40  | Гузятино              | деревня                 | ↘19       | Березайское сельское поселение   |
| 41  | Гузятино              | посёлок                 | 362       | Гузятинское сельское поселение   |
| 42  | Дачный                | посёлок                 | 7         | Рютинское сельское поселение     |
| 43  | Денисова Горка        | деревня                 | 44        | Березайское сельское поселение   |
| 44  | Дмитровка             | деревня                 | 26        | Кафтинское сельское поселение    |
| 45  | Дубровка              | деревня                 | 319       | Березайское сельское поселение   |
| 46  | Дудино                | деревня                 | 9         | город Бологое                    |
| 47  | Дуплево               | деревня                 | 22        | Кемецкое сельское поселение      |
| 48  | Жуково                | деревня                 | 1         | Кафтинское сельское поселение    |
| 49  | Забелье               | деревня                 | 1         | город Бологое                    |
| 50  | Заборки               | деревня                 | 92        | Рютинское сельское поселение     |
| 51  | Заключье              | деревня                 | ↘7        | Валдайское сельское поселение    |
| 52  | Заозерье              | деревня                 | 13        | Кафтинское сельское поселение    |
| 53  | Заостровье            | деревня                 | 8         | Рютинское сельское поселение     |
| 54  | Захарино              | деревня                 | 7         | Кемецкое сельское поселение      |
| 55  | Избоищи               | деревня                 | 16        | Березорядское сельское поселение |
| 56  | Ильмовицы             | деревня                 | 0         | Березорядское сельское поселение |
| 57  | Ильятино              | село                    | 463       | Выползовское сельское поселение  |
| 58  | Исаковское            | деревня                 | 7         | Кемецкое сельское поселение      |
| 59  | Казанское             | деревня                 | 14        | Кемецкое сельское поселение      |
| 60  | Калиновка             | деревня                 | 0         | Валдайское сельское поселение    |
| 61  | Камыши                | деревня                 | 5         | город Бологое                    |
| 62  | Кафтино               | посёлок                 | 178       | Кафтинское сельское поселение    |
| 63  | Кафтинский Городок    | деревня                 | 20        | город Бологое                    |
| 64  | Кемцы                 | село                    | 366       | Кемецкое сельское поселение      |
| 65  | Кононково             | деревня                 | 1         | Кафтинское сельское поселение    |
| 66  | Корпино               | деревня                 | 13        | Кемецкое сельское поселение      |
| 67  | Корхово               | деревня                 | 10        | Кафтинское сельское поселение    |
| 68  | Корыхново             | деревня                 | 569       | Валдайское сельское поселение    |
| 69  | Косино                | деревня                 | 0         | Березорядское сельское поселение |
| 70  | Котлованово           | деревня                 | 7         | Кафтинское сельское поселение    |
| 71  | Котово                | населённый пункт        | 0         | Гузятинское сельское поселение   |
| 72  | Красное Раменье       | деревня                 | 1         | Кафтинское сельское поселение    |
| 73  | Крутец                | деревня                 | 1         | Березорядское сельское поселение |
| 74  | Куженкино             | пгт                     | ↘1918     | Куженкинское городское поселение |
| 75  | Куженкино             | село                    | ↘340      | Куженкинское сельское поселение  |
| 76  | Кузнецово             | деревня                 | 25        | Валдайское сельское поселение    |
| 77  | Кулигино              | деревня                 | 1         | Рютинское сельское поселение     |
| 78  | Куликово              | деревня                 | 8         | Кафтинское сельское поселение    |
| 79  | Леоново-Городок       | деревня                 | 6         | Выползовское сельское поселение  |
| 80  | Лесной Кордон         | населённый пункт        | 0         | Куженкинское сельское поселение  |
| 81  | Лесной Кордон 14 км   | населённый пункт        | 0         | Куженкинское сельское поселение  |
| 82  | Линево                | деревня                 | 6         | Валдайское сельское поселение    |
| 83  | Липно                 | деревня                 | 7         | Кафтинское сельское поселение    |
| 84  | Липское               | деревня                 | 14        | Валдайское сельское поселение    |
| 85  | Ловница               | деревня                 | 1         | Березорядское сельское поселение |
| 86  | Логиново              | деревня                 | 1         | Кафтинское сельское поселение    |
| 87  | Лопатино              | деревня                 | 0         | Куженкинское сельское поселение  |
| 88  | Лутково               | деревня                 | 0         | Рютинское сельское поселение     |
| 89  | Лыкошино              | деревня                 | 11        | Валдайское сельское поселение    |
| 90  | Лыкошино              | посёлок                 | 601       | Валдайское сельское поселение    |
| 91  | Львово                | деревня                 | 16        | Валдайское сельское поселение    |
| 92  | Любец                 | деревня                 | 0         | Рютинское сельское поселение     |
| 93  | Любитово              | деревня                 | 29        | Кемецкое сельское поселение      |
| 94  | Макарово              | деревня                 | 37        | Куженкинское сельское поселение  |
| 95  | Малое Лошаково        | деревня                 | 1         | Березорядское сельское поселение |
| 96  | Мартыново             | деревня                 | 7         | Валдайское сельское поселение    |
| 97  | Медведево             | деревня                 | 13        | Кемецкое сельское поселение      |
| 98  | Межозерье             | деревня                 | 15        | Березорядское сельское поселение |
| 99  | Межутоки              | деревня                 | 0         | Выползовское сельское поселение  |
| 100 | Михайловское          | деревня                 | 878       | Валдайское сельское поселение    |
| 101 | Михайловское          | деревня                 | 7         | Выползовское сельское поселение  |
| 102 | Мишнево               | деревня                 | 5         | Валдайское сельское поселение    |
| 103 | Молчаново             | деревня                 | 9         | Выползовское сельское поселение  |
| 104 | Мшенцы                | деревня                 | 12        | Валдайское сельское поселение    |
| 105 | Нарачино              | деревня                 | 15        | Выползовское сельское поселение  |
| 106 | Нарачино              | железнодорожная станция | 1         | Выползовское сельское поселение  |
| 107 | Никитеревец           | деревня                 | 7         | Выползовское сельское поселение  |
| 108 | Николаевское-Жальники | деревня                 | 8         | Кемецкое сельское поселение      |
| 109 | Новосадовая           | деревня                 | 5         | Кафтинское сельское поселение    |
| 110 | Новый Березай         | деревня                 | 33        | Выползовское сельское поселение  |
| 111 | Озеревичи             | деревня                 | 86        | Березайское сельское поселение   |
| 112 | Олешево               | деревня                 | 0         | Кафтинское сельское поселение    |
| 113 | Острые Клетки         | деревня                 | →16       | Валдайское сельское поселение    |
| 114 | Отдыхалово            | деревня                 | 11        | Валдайское сельское поселение    |
| 115 | Павлушкино            | деревня                 | 23        | Березорядское сельское поселение |
| 116 | Пальцево              | деревня                 | 7         | Кафтинское сельское поселение    |
| 117 | Пахотино              | деревня                 | 0         | Куженкинское сельское поселение  |
| 118 | Пищалино              | деревня                 | 0         | Рютинское сельское поселение     |
| 119 | Платищенка            | железнодорожная станция | 1         | город Бологое                    |
| 120 | Погарино              | деревня                 | 11        | Выползовское сельское поселение  |
| 121 | Поддубье              | деревня                 | 0         | Кафтинское сельское поселение    |
| 122 | Поддубье              | деревня                 | 1         | Куженкинское сельское поселение  |
| 123 | Подмошье              | деревня                 | 0         | Рютинское сельское поселение     |
| 124 | Поплавенец            | железнодорожная станция | 1         | Березайское сельское поселение   |
| 125 | Поречье               | деревня                 | 65        | Валдайское сельское поселение    |
| 126 | Порожки               | деревня                 | 29        | Валдайское сельское поселение    |
| 127 | Проказово             | деревня                 | 29        | Кемецкое сельское поселение      |
| 128 | Ригодищи              | деревня                 | 129       | Кафтинское сельское поселение    |
| 129 | Рудаково              | деревня                 | ↗11       | Кемецкое сельское поселение      |
| 130 | Рютино                | деревня                 | 109       | Рютинское сельское поселение     |
| 131 | Савино                | деревня                 | 63        | город Бологое                    |
| 132 | Савино                | деревня                 | 13        | Рютинское сельское поселение     |
| 133 | Сеглино               | деревня                 | 31        | Березорядское сельское поселение |
| 134 | Селилово              | деревня                 | 84        | Кафтинское сельское поселение    |
| 135 | Сергеево              | хутор                   | 0         | Валдайское сельское поселение    |
| 136 | Сифонтово             | деревня                 | 0         | Валдайское сельское поселение    |
| 137 | Скробово              | деревня                 | 9         | город Бологое                    |
| 138 | Солнечный             | посёлок                 | 0         | Березайское сельское поселение   |
| 139 | Сопки                 | деревня                 | 13        | Валдайское сельское поселение    |
| 140 | Сорочины              | деревня                 | 31        | Кемецкое сельское поселение      |
| 141 | Старое                | деревня                 | 0         | Рютинское сельское поселение     |
| 142 | Старый Березай        | деревня                 | 8         | Выползовское сельское поселение  |
| 143 | Тимково               | деревня                 | 281       | Кафтинское сельское поселение    |
| 144 | Токарево              | деревня                 | 0         | Выползовское сельское поселение  |
| 145 | Тресно                | деревня                 | 1         | Валдайское сельское поселение    |
| 146 | Трубичино             | деревня                 | 10        | Выползовское сельское поселение  |
| 147 | Тугановичи            | деревня                 | 9         | Березорядское сельское поселение |
| 148 | Турны                 | деревня                 | 0         | Валдайское сельское поселение    |
| 149 | Угрево                | деревня                 | 120       | Березайское сельское поселение   |
| 150 | Устье                 | деревня                 | 19        | Кемецкое сельское поселение      |
| 151 | Филимоново            | деревня                 | 1         | Березорядское сельское поселение |
| 152 | Хворостово            | деревня                 | 14        | Кемецкое сельское поселение      |
| 153 | Хмелевка              | деревня                 | 36        | Валдайское сельское поселение    |
| 154 | Холщебинка            | деревня                 | 10        | Березорядское сельское поселение |
| 155 | Хотилово              | село                    | 1433      | Куженкинское сельское поселение  |
| 156 | Чешово                | деревня                 | 79        | Кафтинское сельское поселение    |
| 157 | Широкое               | деревня                 | 14        | Валдайское сельское поселение    |
| 158 | Шляхово               | деревня                 | 1         | Кемецкое сельское поселение      |
| 159 | Юсино                 | деревня                 | 0         | Рютинское сельское поселение     |
| 160 | Ям-Григино            | деревня                 | 24        | Куженкинское сельское поселение  |
| 161 | Ямник                 | деревня                 | 1         | Кафтинское сельское поселение    |

Упразднённые населённые пункты:
- 2001 год - деревня Новая Горешница и кордон Каменный Ручей [29]

## Экономика
Основная специализация района:
- промышленность: предприятие железнодорожного транспорта, перерабатывающая промышленность, стекольная промышленность
- сельское хозяйство: животноводство

Ведущими предприятиями являются ОАО «Бологовский арматурный завод», Бологовский завод «Строммашина» (не работает с 2017), ОАО «Березайский стеклозавод», ОАО «Бологовский молокозавод». Объём отгруженных товаров собственного производства, в обрабатывающих производствах 2010 года составил 4,75 млрд руб.
На территории района имеется несколько баз отдыха. Крупнейшая — туристическая база «Озёрная».
В районе выходят газеты: «Новая жизнь», «Перекрёсток всех дорог».

## Транспорт

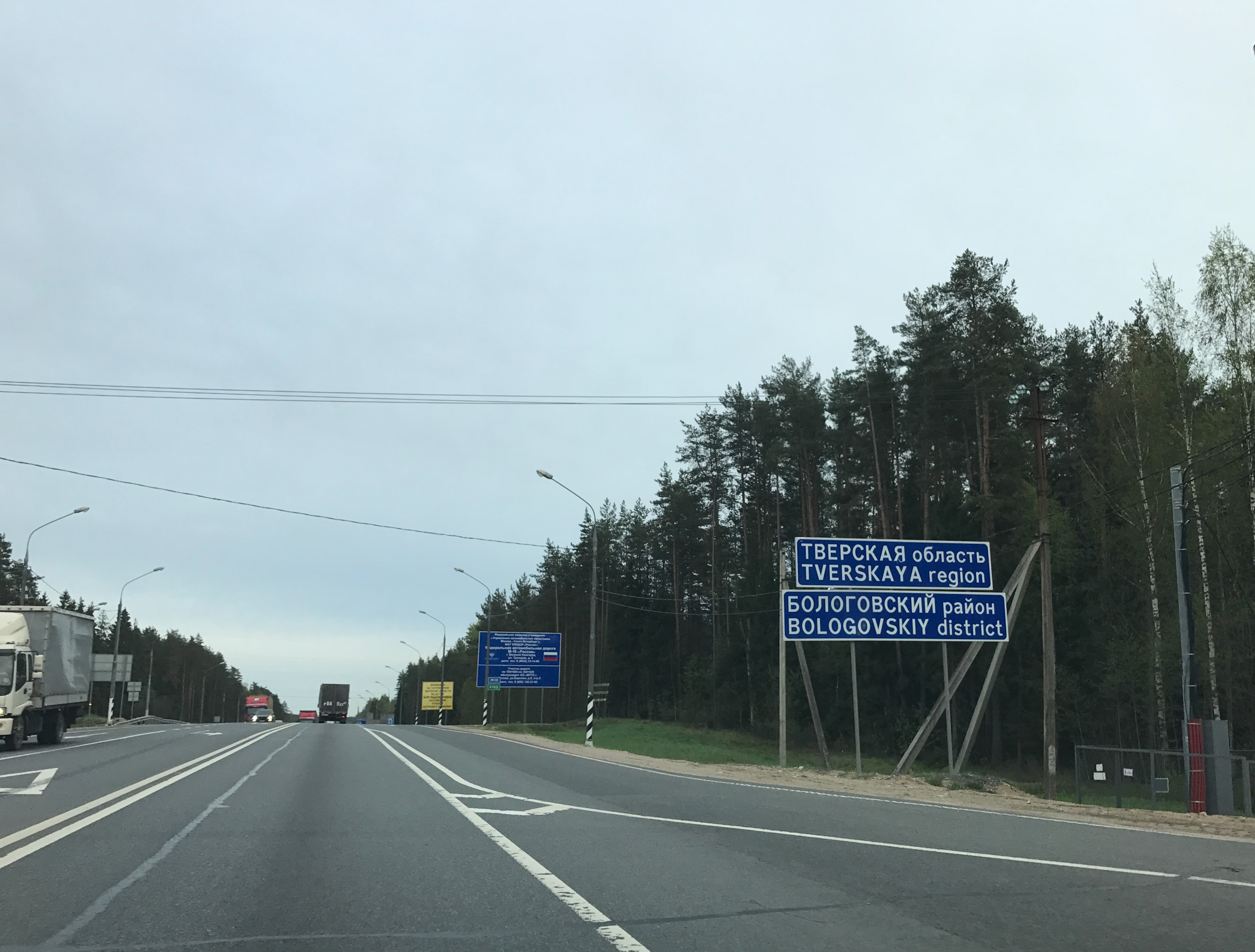
Е105 граница Тверской и Новгородской областей

Район имеет разветвлённую железнодорожную сеть Московского отделения Октябрьской железной дороги, включающую крупную узловую станцию Бологое-Московское, главный ход Москва — Санкт-Петербург, линии Бологое — Осташков — Великие Луки, Бологое — Валдай — Старая Русса — Псков, Бологое — Сонково. Беспересадочные пассажирские электропоезда ходят от станции Бологое-Московское до Твери, Окуловки и Сонково.
По району проходит часть трассы М10.
Рейсовые автобусы ходят от автобусной станции Бологое  до населённых пунктов Выползово, Куженкино, Кафтино, Хотилово, Гузятино, Любитово и других.

## Достопримечательности

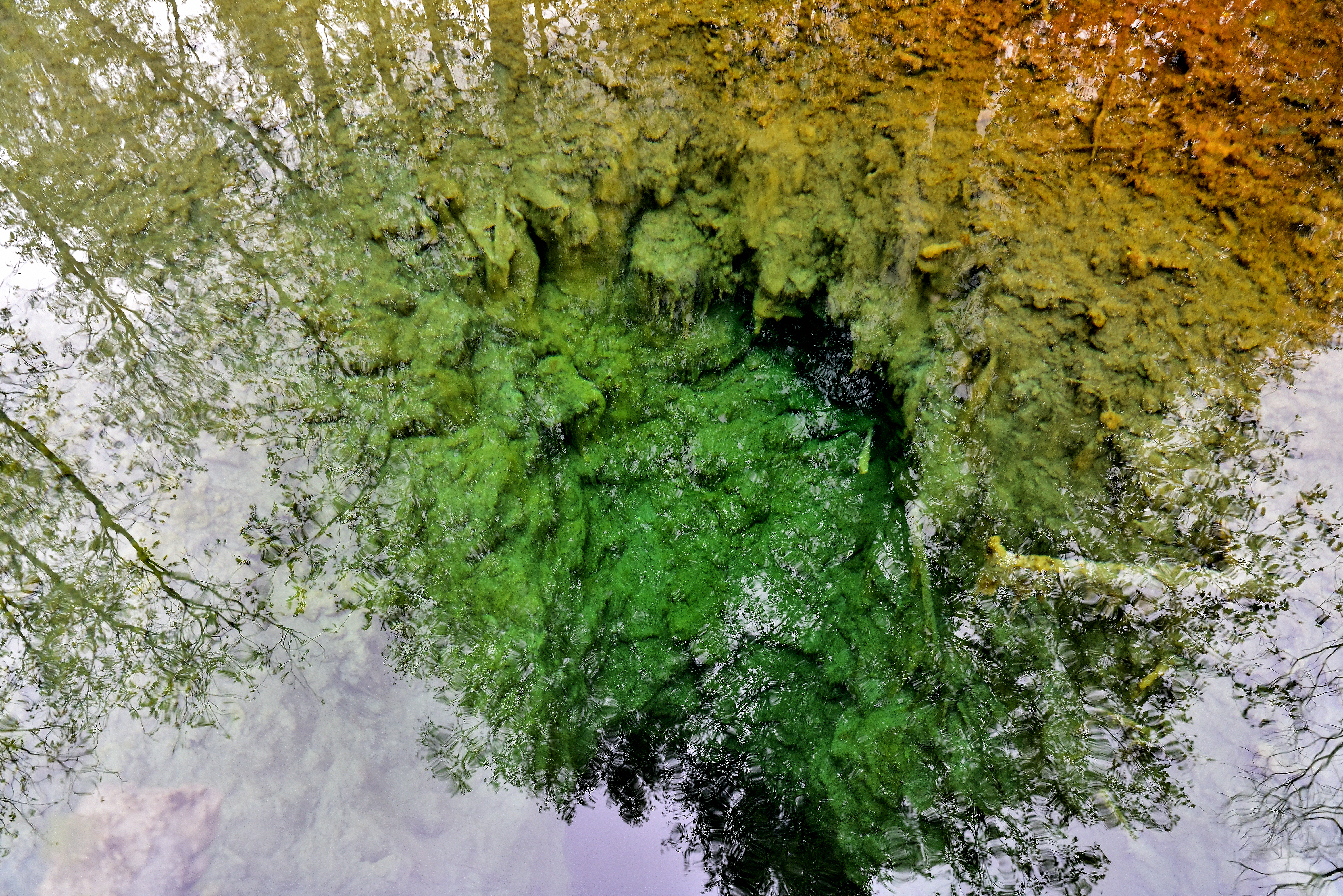
Родник Мшенцы карстового типа

Неподалёку от села Мшенцы Бологовского района находятся редкие по красоте и чистоте ключи, бьющие с большой глубины. В 1916 году «мшенское чудо» в своем очерке «Чаша неотпитая» описал Николай Константинович Рерих.